# فرقة الأكروبات السودانية
فرقة الأكروبات السودانية، هي فرقة فنية استعراضية سودانية تتكون من مجموعة من الفنانين الصبيان والصبيات الصغار والشبان الذين يقدمون عروضاً استعراضية فنية وألعاب بهلوانية تعتمد على المهارة الفائقة والقوة البدنية والذهنية واللياقة والخفة وسرعة الحركة، مصحوبة بأنغام موسيقية ورقصات فولكلورية، وتعتبر الفرقة التي تأسست في سبعينيات القرن الماضي الأولى من نوعها في منطقة أفريقيا والشرق الأوسط 

## التأسيس
أنشئت فرقة الأكروبات السودانية الحالية رسمياً في عام 1971 م، وأُرسلت أول بعثة لها إلى جمهورية الصين الشعبية لتلقي التدريب على فنون الأكروبات، ومن ثم توالت البعثات إلى الصين حتى وصلت للدفعة السادسة في عام 2011 م.

## تاريخ الفرقة
إنبثقت فكرة إنشاء فرقة وطنية للأكروبات والسيرك لأول مرة في السودان في ستينيات القرن الماضي عندما زارت السودان فرقة صينية قدمت عروضاً أكروباتية في المسرح القومي في أم درمان وقام بعض الفنانين الإستعراضيين في السودان بمحاولات فردية لتقليد عروض الفرقة الزائرة في الاحتفالات والمناسبات الرياضية والفنية والثقافية بالسودان، وعندما عادت الفرقة الصينية مرة أخرى إلى السودان طلب منها تدريب سودانيين لأداء العروض واقترح وزير الاستعلامات والعمل والرياضة - في حكومة الفريق إبراهيم عبود - اللواء محمد طلعت فريد (1958 - 1962) والذي أبدى اهتماماً بتطوير الرياضة في السودان، تكوين فرقة أكروبات سودانية على غرار الفرقة الصينية، وتمّ ُاختيار 23 من الفتيان و18 من الفتيات و15 آخرين للفريق الموسيقي المصاحب للفرقة وذلك للسفر إلى الصين والتدرب هناك، إلا أن الاحداث السياسية المتعاقبة في السودان آنذاك والتي أدت إلى سقوط حكومة الفريق عبود، حالت دون إتمام تنفيذ الفكرة حتى تجددت مرة أخرى في عهد الرئيس جعفر نميري في مطلع سبعينيات القرن الماضي  عندما تم التوقيع على برتوكول ثقافي بين السودان والصين إبّان زيارة الرئيس نميري لبكين في عام 1970 م، وشملت بنود البرتوكول تأسيس فرقة وطنية للأكروبات في السودان.

## أعضاء الفرقة
كانت الفرقة الأولي تتكون من 50 فرداً تخرجت في أبريل 1970 م بعد أن تلقت تدريباً لمدة ثلاثة سنوات في الصين.
وعادة ما تقوم إدارة الإستعراضات الفنية بوزارة الإعلام والثقاقة باختيار عدد من الأطفال السودانيين سنوياً يتم ابتعاثهم إلى الصين في بعثات تدريبية آخرها كانت الدورة السادسة (عام 2011) التي ضمت 16 طفلاً اكملوا مدة ثلاث سنوات من التدريب في مدرسة وتشاو لفنون الأكروبات بمدينة ووهان بالصين.
ومن اعضاءالفرقة السابقين والحاليين:
- الدورة الأولى: وشملت كلاً من ناهد شرحبيل أحمد، وجمال خوجلي، وأسامة عبد الله، وخالد مصطفى كناري.
- الدورة الثانية:
- الدورة الثالثة:

## التدريب والألعاب والعروض
يستغرق التدريب عادة مدة ثلاث سنوات، تخصص السنة الأولى منها للتأهيل البدني والوقوف على قدرات كل فرد وامكاناته البدنية والذهنية. وتكون السنة الثانية سنة تدريب على فنون الحركات البهلوانية، أما السنة الثالثة فهي لرفع مستوى التدريب وترقيته ليشمل أخطر أنواع الحركات.
ويتم التدريب وفق نظام تدريبي تعليمي دقيق يشمل الاختبارات الدورية لمستويات المتدربين والمتابعة الشديدة لقدرتهم على التعلم والتمرّن بالإضافة إلى مواصلة تعليمهم الأكاديمي العادي وفق منهجهم التعليمي الوطني، إضافة إلى البرامج الترفيهية والرحلات التي ينظمها القائمون على مركز التدريب والذي يحتوي على العديد من المرافق الصحية والترفيهية وأماكن التدريب.
وفي عام 2014 م، تم التوقيع في مسرح الفنون الشعبية بأم درمان بالسودان على بروتوكول ثقافي بين الإدارة العامة للفنون الأدائية بوزارة الثقافة السودانية وإدارة العلاقات العامة لفرقة الأكروبات الصينية يتم بمقتضاه توفير فرص التدريب لكوادر الفرقة السودانية وإمدادها بالمعدات الفنية اللازمة لتطوير أدائها وترقيته وصيانة صالة عروضها.

## الإدرة
تتبع فرقة الأكروبات السودانية لوزارة الثقافة والإعلام بالسودان، وتشرف عليها إدارة الفنون الإستعراضية بالإدارة العامة للقنون الأدائية بالوزارة ذاتها.
وقد حدث اثناء تأسيس الفرقة خلاف حول تبعيتها الرسمية بين وزارة الإعلام والثقافة والقيادة العامة للقوات المسلحة السودانية التي كانت ترى في منح أفراد الفرقة رتباً عسكرية حتى يستطيعوا تأمين مستقبلهم، وهو ما اعترضت عليه  زيرالثقافة آنذاك.

## رحلاتها الخارجية
قامت الفرقة بعدة زيارات إلى الخارج من بينها دولة الإمارات العربية المتحدة لتقديم فروضها.